# Bucarest Challenger (1991-1992)
Il Bucarest Challenger (1991-1992) è stato un torneo professionistico di tennis giocato su campi in terra rossa. Faceva parte dell'ATP Challenger Series. Si giocava a Bucarest in Romania, e si sono tenute solo le edizioni del 1991 e 1992.

## Albo d'oro

### Singolare
| Anno | Campione           | Finalista       | Punteggio |
| ---- | ------------------ | --------------- | --------- |
| 1992 | Horacio de la Peña | Marcos Ondruska | 6–3, 6–0  |
| 1991 | Marcelo Filippini  | Gabriel Markus  | 6–3, 6–4  |

### Doppio
| Anno | Campioni                           | Finalisti                            | Punteggio     |
| ---- | ---------------------------------- | ------------------------------------ | ------------- |
| 1992 | Horacio de la Peña Marcos Ondruska | Jean-Philippe Fleurian Markus Naewie | 6–4, 6–2      |
| 1991 | Lars Koslowski Tomas Nydahl        | George Cosac Florin Segărceanu       | 6–3, 2–6, 6–3 |